# Desmond Dupré
Pour les articles homonymes, voir Dupré.
Desmond Dupré (Londres, 19 décembre 1916 – Tonbridge, 16 août 1974) est un luthiste anglais, figure de proue de la renaissance de la musique ancienne au XXe siècle. Il est particulièrement connu par ses enregistrements au luth et à la viole de gambe, notamment avec le contre-ténor Alfred Deller.

## Biographie
Dupré étudie d'abord la chimie à l'Université d'Oxford, puis la musique au Royal College of Music, à partir de 1946, où il étudie le violoncelle avec Ivor James et l'harmonie avec Herbert Howells. Il s'intéresse à la viole de gambe et apprend lui-même l'instrument. Sa première activité professionnelle est en tant que guitariste et violoncelliste au sein du Boyd Neel Orchestra.
Il forme un duo avec Alfred Deller en 1948 et dès 1950, effectue son premier des nombreux enregistrements effectués avec Deller, en l'accompagnant à la guitare. Comme Deller, Dupré s'intéresse beaucoup au style plus authentique d'interprétation : au lieu de continuer à jouer du répertoire de luth à la guitare, il apprend lui-même le luth et ses autres disques avec Deller sont principalement réalisés sur cet instrument, notamment en 1951, ses débuts au Wigmore Hall.
Il est un artiste régulier de nombreux grands  ensembles de musique ancienne notamment le Julian Bream Consort, les Jacobean Consort of Viols, et Musica Reservata. Il a enregistré les sonates pour viole de gambe et clavecin de Bach avec Thurston Dart et un concerto pour luth et harpe de Haendel (op. 4 n° 6), que Dart a reconstruit et que Dupré a créé et enregistré pour L'Oiseau Lyre en 1960
Dupré a été le premier président de la Lute Society, un poste qu'il a occupé de 1956 à 1973.

## Discographie (partielle)
- Bach - Sonates pour viole de gambe (1958, LP L'Oiseau-Lyre LO 157)